# Frank Ziyanak
Frank Ziyanak er en dansk sanger i Death to Frank Ziyanak, The Wong Boys m.fl. Han er også radiovært på DR's P6 Beat.